# Grand Lake (Colorado)
Grand Lake es un pueblo ubicado en el condado de Grand en el estado estadounidense de Colorado. En el año 2010 tenía una población de 471 habitantes y una densidad poblacional de 188,4 personas por km².

## Geografía
Grand Lake se encuentra ubicada en las coordenadas 40°15′2″N 105°49′28″O / 40.25056, -105.82444.

## Demografía
Según la Oficina del Censo en 2000 los ingresos medios por hogar en la localidad eran de $45,096, y los ingresos medios por familia eran $55,750. Los hombres tenían unos ingresos medios de $30,833 frente a los $26,250 para las mujeres. La renta per cápita para la localidad era de $34,676. Alrededor del 7% de la población estaba por debajo del umbral de pobreza.